# Isidroa
Isidroa, monotipski biljni rod iz porodice sporiševki smješšten u tribus Lantaneae. Jedini predstavnik mu je drvo ili grm I. spinifera sa karipskog otoka Hispaniola. Rod je kao nov opisan u Willdenowia 46(1): 16. 2016.

## Sinonimi
- Nashia spinifera (Urb.) Moldenke; Phytologia 2: 54 (1941)
- Lippia spinifera Urb.; Repert. Spec. Nov. Regni Veg. 18: 195 (1922)